# Bostrichthys zonatus
Bostrychus zonatus là một loài cá trong họ Cá bống đen. Nó là loài đặc hữu Tây Papua ở Indonesia.